# スクミリンゴガイ
スクミリンゴガイ（竦み林檎貝、学名 Pomacea canaliculata）は、リンゴガイ科（リンゴガイ、アップルスネイル）に属する淡水棲の巻貝である。俗にジャンボタニシと呼ばれる。

## 形態
淡水巻貝としては極めて大型である。殻の形は独特で縦の長さと横の長さはほぼ同じである。殻は右巻きの5段で成体は殻高50 - 80 mmに達する。
卵は多数が固まった卵塊を形成し、鮮やかなピンク色で目立ちやすい。ピンク色なのはカロテノイドが含まれているからだと見られている。同族間で形態が酷似しており、見た目だけで見分けるのは難しいといわれる。

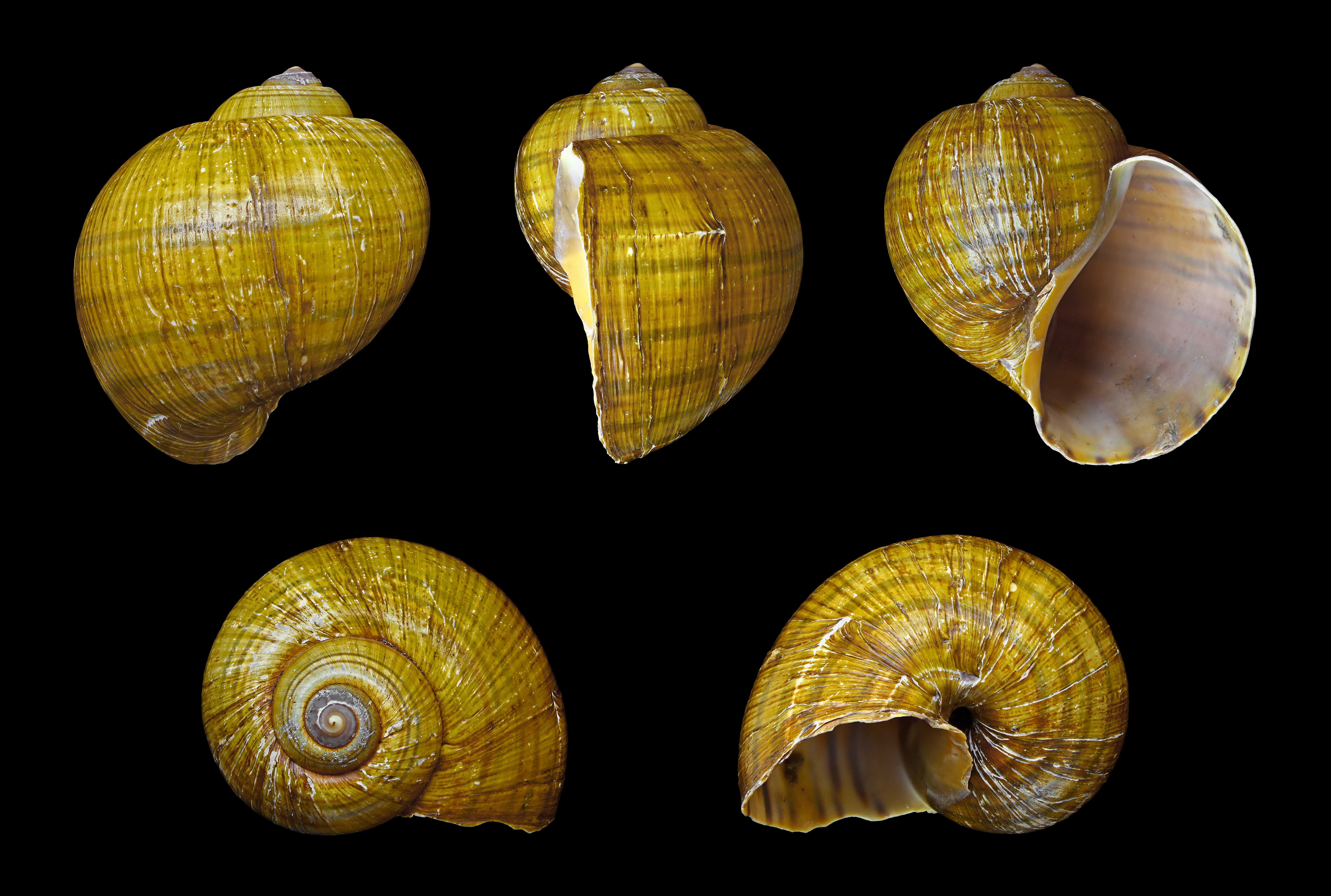
殻。直径8cm。
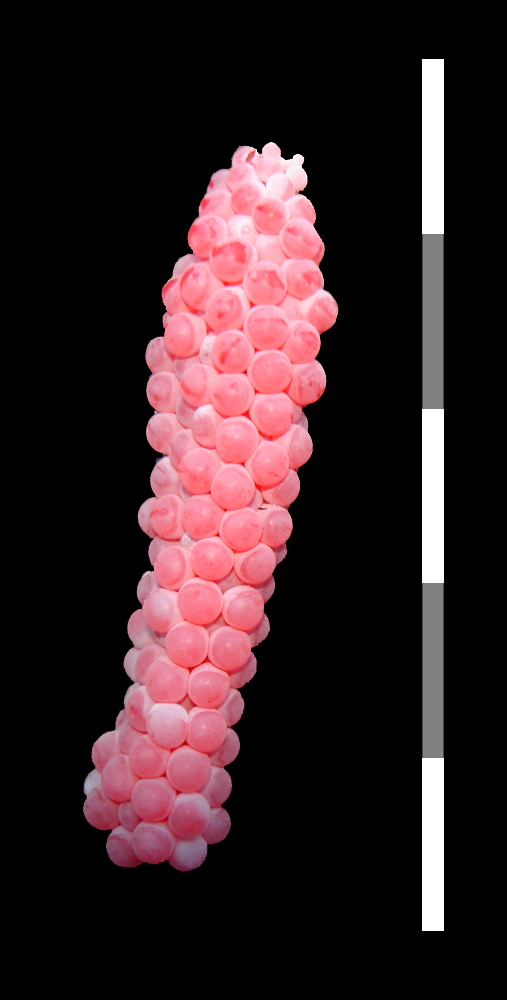
卵。スケールはcm。
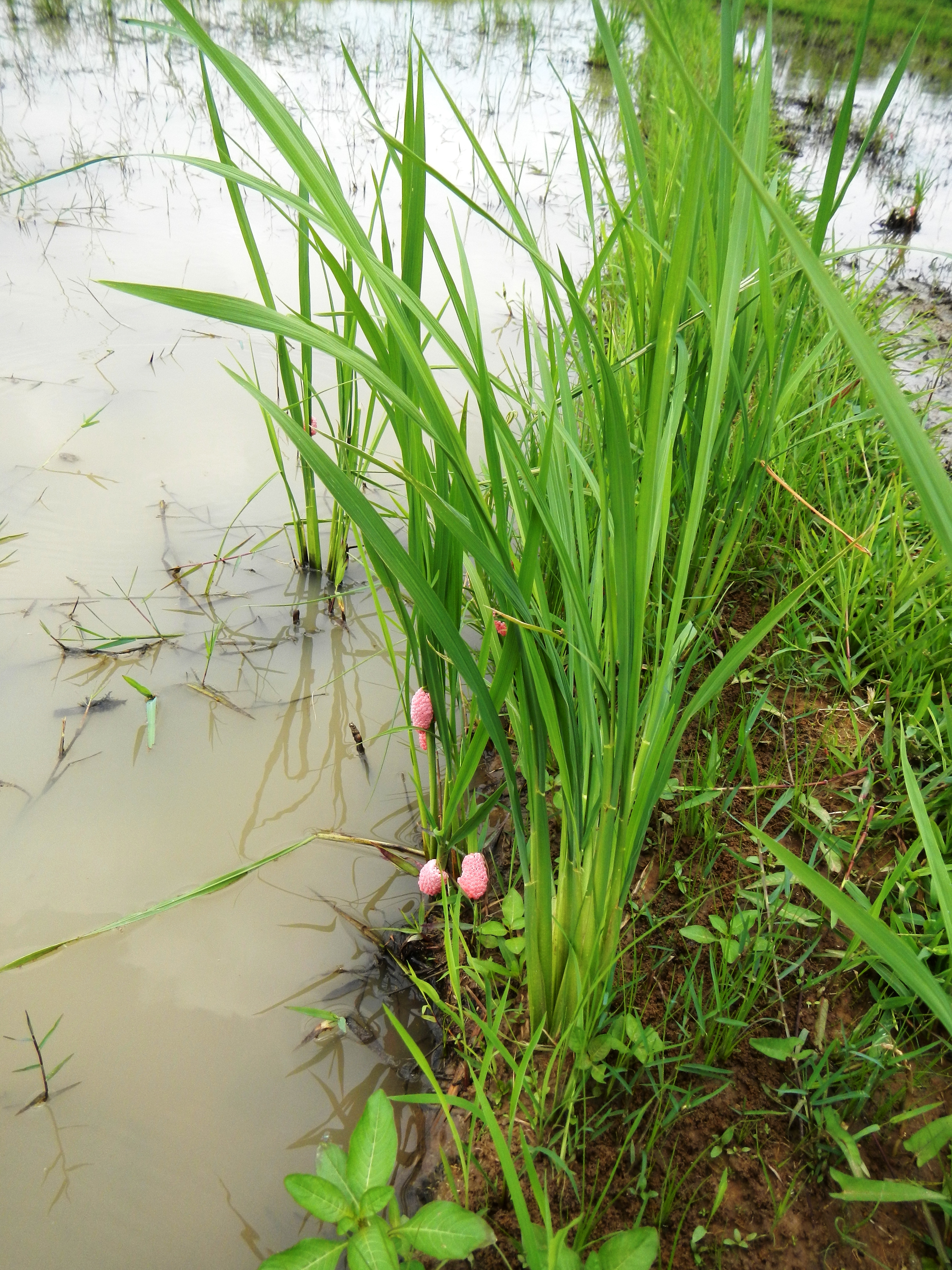
水辺に産み付けられた卵塊

## 生態
生活リズムとしては原則的に夜行性と見られ、日中は泥に潜って休んでいる個体が多い。泥に潜る行動は休眠以外でも水深が浅いなど貝にとって不利な条件だとよく見られる。高水温や餌の量などの条件では潜る割合に雌雄差が見られる。
耐寒性はあまり高くなく、地中で越冬した場合0℃で25日、-6℃で1日程度ですべての貝が死亡するといい、気温による死亡率の考え方には平均気温を用いる手法や積算気温を用いた手法も提案されている。泥に潜ることで越冬時の生存率が上がるという。越冬による死亡率は貝の大きさが関係しており、殻高10ミリメートル未満の稚貝は死亡率が高い。また、逆に殻高30ミリメートルを超える大きな個体も死亡率が高い例がしばしば観察される。これは稚貝は冷えやすく乾燥にも耐えられないこと、また、大きすぎる貝は地中に潜るのが下手で低温と乾燥に耐えられないのではないかとみられている。耐寒性を決めるのは体内で合成されるグリセロールの量であり、これが多いスクミリンゴガイはラプラタリンゴガイ（P. maculata）よりも耐寒性が高い。
活動水温は25℃から30℃が適当で、高温側は35℃を超えると活動が鈍るという報告が多い。また、低温側は17℃を下回ると活動停止するという。
止水域を好むとされ、流速が早い場所には定着できない。貝の分布には他にも水深と化学的酸素要求度（COD）の値も関係しているとされる。CODは少し高い方を好むとされ、清流よりは適度に富栄養で淀んだ水田のような環境を好むと見られる。
原産地のアルゼンチンでの観察によれば、餌は水中の腐植や生物遺体の細かい破片、いわゆるデトリタスが中心であり、新鮮な植物は少ない。餌として葉が持つ防御物質のフェノール類の量に反応しており、腐植を好む理由の一つは餌の防御物質が減ることと見られている。水中の葉のほか、イネの場合は水中で茎を噛みちぎり、水面に落ちた葉を水中に引き込んで食べているという
大食漢であり、日本での観察では一日当たりの摂食量は殻高30ミリメートルの個体で約3グラムだという。イネよりもレタス、ナス、メロンなどの野菜を好む。愛媛県での観察によるとスクミリンゴガイのいる水田では水田雑草のコナギが見られないという。
性成熟するのはオスは殻高25ミリメートル、メスは30ミリメートルで、雌雄異体で雌の方が大きくなる。雄は殻をぶつけ合って競うという。九州における調査では水路の個体と比べ、水田の個体の方が殻が薄い傾向にあるという。雌雄異体であり繁殖には交尾を行う。交尾の時間は4時間から20時間、平均12時間にも及ぶ。雄は長時間の交尾の途中で精子以外に陰茎からの分泌物を雌に与える行動が見られるが、意義などについてはよくわかっていない。雌雄ともに乱交型であり卵塊の卵は複数の雄の遺伝子を含むという。同一卵塊中の性比は雌雄どちらかに極端に偏るという変わった性質が報告されている
水面から離れた植物体表面や岸辺の壁面に産卵し、直後は1個1個の卵を結着している粘液が柔らかいが、やがて硬質化して付着箇所から容易には剥がれない状態となる。卵塊は鮮やかな鮮紅の警戒色を呈し、卵内部は神経毒のPcPV2が満たされて、ヒトが食した場合は苦味もあり、この毒と色彩によって、卵はアリ以外の全ての捕食者から逃れている。孵化は酸素を要すため、水中では孵化できない。
日本の夏季の気候で2週間程度で孵化し、幼体は水温と栄養状態に恵まれれば、2か月で性成熟する。
鰓呼吸だけでなく、肺様器官で空気中の酸素を利用して乾燥に強く、乾期などに水中から離れても容易には死亡しない。
原産地のアルゼンチンではタニシトビが本種を捕食する。日本ではコイ（Cyprinus carpio）は幼貝をよく食べ、九州での野外観察では1日に約50個は捕食していると推定されている。水槽実験では1日あたり200個を捕食しているとする結果もあるが、野外で葉泥に潜るために少なくなったとみられている。日本では他にヒル類（成貝も捕食可能）、ヘイケボタル（殻高1センチメートル程度まで）などが報告されている。スッポンなどの亀もスクミリンゴガイをよく食べるので佐賀県ではスッポンを放流している。
中国では上海ガニなどのモクズガニ属の蟹が好んで食べることが知られており、餌として売り買いもされている。

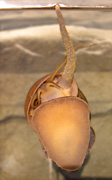
水管を水上に伸ばし肺呼吸を行う

## 分布
自然分布の野生個体は、南アメリカのラプラタ川流域に生息する。
温帯および熱帯のアジア各地に移入分布する。中国の個体群はミトコンドリアDNA解析の結果、スクミリンゴガイがアルゼンチン起源、同属近縁の P. maculataはブラジルが起源だと推測されている。
日本では北海道、東北地方、北陸地方以外には広く定着している。養殖場のものが逃げ出したもののほか、除草能力の高さから、たびたび起こる無農薬オーガニックが流行する際に「除草剤代わりの稲守貝」「神の貝」などと称して未発生の地域に積極的に放飼することが一部で行われ、これが日本で分布を拡大する一因となったとされている。

## 人間との関係

### 食用
淡水巻貝としてはかなり大きく、減反政策による遊休農地の有効利用策として1981年に台湾経由で輸入されたのが日本における最初とされる。1980年代前半には九州地方と東北地方を中心に全国で数百か所の養殖場が作られ、「リンゴ貝」「ジャンボシーク」「山さざえ」「ホワイトカール」「日本産エスカルゴ」などの名前で流通し、初期には市場では1kgあたり600円前後の値段が付いていたという。ただし、この食習慣は根付かずにすぐに値崩れし、養殖場開設から僅か2年で事業を撤退するところも出ていた。
寄生虫のリスクがあるため生食はできない。中国では本種が広東住血線虫（Angiostrongylus cantonensis）の主要な感染源の一つとなっていると見られている。
卵は神経毒を含むもののタンパク質毒のため、加熱によって変性して毒性を失うとマウスへの投与実験で報告されている。

### 農業被害と対策
水田や湿地で栽培する温帯から熱帯にかけての有用作物であるイネ、サトイモ、ヒシ、ハスなどに食害被害が出ている。サトイモは日本本土では通常は畑で栽培されるため（亜熱帯の沖縄ではタイモと言って水上栽培することがある）にあまり注目されず、専らイネに対する被害と対策の研究が進んでいる。
イネは特に葉齢4程度までの幼苗が被害を受けやすいとされる。通常田植えは葉齢2.2前後で行うので食害が問題になりやすく、概ね田植え後2週間程度までが被害が大きい。田植えされたイネを加害するのは殻高15mmを越えた個体で、殻高30mmを超えると7葉期くらいまでなら食べることができる。貝のいない苗床で十分大きくなるまで育ててから田植えを行えばある程度被害を減らせるが、大苗は活着に問題があるとされる。また、農作業の省力化の点で、苗床での育苗を経ずに水田への種籾の直播が見直されつつあり、この場合は発芽直後から貝が存在することになるため、殻高15mmに満たない稚貝でも食べることができ、大きな問題となる。
駆除方法としてメタアルデヒド、石灰窒素などいくつかの殺貝剤が提案されている。これらはカタツムリ・ナメクジなどの陸生貝類の駆除や、水生貝類が媒介する日本住血吸虫症でも使われているものである。特に優れているのはメタアルデヒドでスクミリンゴガイに対しては殺貝率の高さだけでなく、忌避率も高く薄い溶液に浸した餌を与えても貝が摂食しない。メタアルデヒドは当初、水稲には使用できなかったが2008年の見直しで水稲のリンゴガイ類駆除用として農薬登録された。石灰窒素も殺貝率が高い優秀な農薬であるが、作物に薬害が出るために、作付けには散布後10日程度は待つ必要がある。また、この性質のために原則として栽培中ではなく、植え付け前に使用する、
その他薬剤としてリン酸鉄(III)（燐酸第二鉄）、硫酸銅・水酸化銅(II)などの銅剤、カルタップなども殺貝効果が確認されている。カルタップは摂食防止の効果が高いとされるが、単体での殺貝率は低い。リン酸鉄は効果が弱いといわれるが、有機農法扱いとなるメリットがある。
生態節で前述したように水深が浅いことを嫌い、水が少なくなると泥に潜って休眠状態に入ることから、水深管理も食害防止に有効であることが複数報告されている。これを応用し水田の雑草駆除にも利用できる。苗を植えたあと2週間が食害被害の多い期間なので、この間だけは浅水で管理し、イネの茎が硬くなり食害を受けなくなってからは水を増やすことで、休眠から目覚めた貝がイネ以外の雑草を食べることに期待するというものである。大隈ら(1994)が福岡県の水田で行った実験では概ね良好な除草結果を得られているが、水田内の水が溜まりやすい部分ではイネの食害被害も多少出た。この論文内では注意点として無被害の水田への貝の放飼は行わないこと、直播水田には向かないこと、水深管理ができない水田には向かないことなども指摘している。福岡県での聞き取り調査では、減農薬・無農薬を志す農家は農薬散布時の急性・慢性の中毒事故に危機感を持って始めた例が多く、中には貝による除草を行っている農家もある。鹿児島県の事例では貝はアイガモ以上に手軽に利用できるが、畔の除草は期待できないため、無農薬栽培米を売りにするときはそこに手間がかかるという。なお、九州地方は日本の中でも特にスクミリンゴガイによる食害被害の多く、惨状が地域住民に知れ渡っており、根絶は無理ということで利用の研究も盛んに行われている地域であることには留意する必要がある。
越冬に伴う貝の死亡率がかなりあることから、これを上昇させようという取り組みも行われている。生態節の通り、稚貝および極端に大きい個体は越冬時に死亡することが多く、中型から大型の個体が越冬成功率が高い。越冬時の水田でのトラクターによる耕転はその一つであり、耕転を行うことで平均殻高12mmの区画、同20mmの区画のいずれでも殺貝率は7割前後に及ぶという。また、乾燥状態でなく湛水状態での耕転、いわゆる代掻きの状態であってもほぼ同じ殺貝率であることが示されている。1-2月ごろにロータリー耕で速度を落として回転数を上げ浅く早く耕すことで効果的に貝を破壊できるとされる。
電気ショックも比較的長く研究されている分野である。水槽内での観察では貝の動きを20分程度とめることができるが、殺貝効果はない。植物の茎に見立てたパイプに電極を取り付け交流電流を流す試験では低電圧でも顕著な産卵防止効果を見せた。佐世保工業高等専門学校の柳生義人らによると、電流を流すと負極側に貝が集まる性質があり、効率的な駆除が出来るという。
農薬や機械を使わない方法も幾つか提案されており、熱湯散布などが提案されている。
イネ以外の食物を設置して捕食させる方法も研究されているが、酒粕では効果が薄かったとされる。段ボールには食いつきが良いという。
人が拾い上げる方法も効果があるため、周辺住人が参加するイベントとして大規模に実施している地域もある。タイやベトナムでは人が拾い上げることでの貝の生息密度を下げているが、食用にはしていないという。トラップで誘引し集めた貝を処分することで効率的に駆除する方法も考案されており、個人が考案した低コストの捕獲器も効果を上げている。
天敵として大量発生地域ではスッポンの大量放流による駆除が行われているが、これら駆除のために放流した天敵を食用に捕らえる人間もいるため、問題となっている。ハシブトガラスは貝を捕食するため、水田に呼び寄せる研究も行われている。
産卵抑制策として貝は、銅剤塗料を用水路の壁面に塗布するというものもあった。塗布面より上部の区域への産卵防止効果があったが、数十mの塗布範囲では水田内の貝の総量には差が見られなかったという。
貝の駆除ではなく苗の強化を目指す方向もある。貝は茎が硬い大苗を食害しない。大苗（イネでは「成苗」と呼ばれることが多い）の田植えは活着率や作業効率の点で嫌がられるが、根の張りと活着率を改善したポット苗と田植え機がイネでも考案され、一部の農家では使われている。改良型の大苗の見直しは農業だけでなく、林業分野でも進んでおり植え付け時期を選ばず、活着率もよいことが評価されている。林業分野では「コンテナ苗」と呼ばれることが多い。また、フルボ酸を加えた培土で育苗し茎を硬くするというのもあるという。
激害地で種籾の直播方式を取る場合は乾田式が推奨されており、種籾はばら撒きか畝を作って筋蒔きする。湛水方式で行う場合は、2-3週間程度を目安に全面的な落水処理もしくは苗の脇に溝を作るという水深管理法、殺貝剤散布など幾つかの方法が提案されている。水深管理だけでは落水期間中の豪雨による貝の活性化リスクもあるが、メタアルデヒド殺貝剤の併用を行うと食害リスクが減るという。水田以外の畑作物との数年単位での輪作も推奨されている。

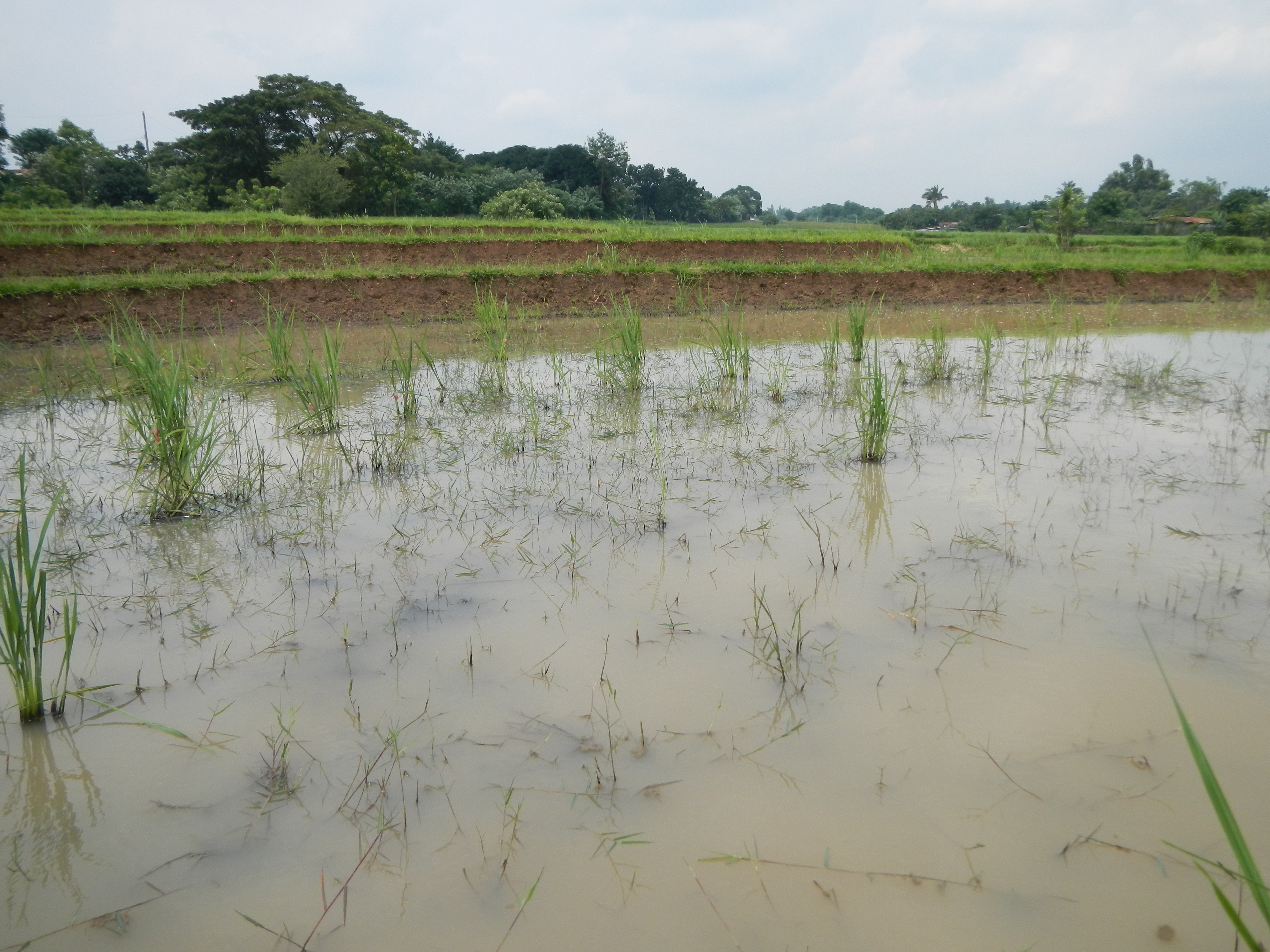
激害の水田（フィリピン）

#### 稲守貝運動
前述のように水深管理を適切に行えば除草利用は可能であるという研究結果もあり、通称「稲守貝」としての福岡県などにおける活用事例が大衆向けの農業雑誌や、農業改良普及員などを含む全国の公務員向け雑誌などでも紹介されたこともある。福岡県は官民ともにこのような利用に熱心で、この農法の提唱者は前原市の農家であり、1993年には糸島農協（前原市）の中にカブトエビやジャンボタニシによる除草を目的とした「稲守貝研究会」が設置された。
後に有害性の方ばかり注目と報道され、この農法の存在は世間にあまり知られなくなった。除草目的で未定着地への貝の意図的な放飼は慎むようにという注意はしばしば行われるが、これが十分に守られず分布を広げた地域もあるとされている。たとえ、除草目的であっても管理地以外への逸脱も十分に考えられることから、意図的な放飼は推奨されていない。また、後述のように植物防疫法上の有害動物に指定されている動物であることは意識するべきである。
2023年7月参政党奈良県支部、2024年2月には福岡県内の同党の党員が、ジャンボタニシを水田に積極的に撒いて除草を行っているような投稿をSNS上に行った。これに対し一部から非難が殺到し、農林水産大臣や同党がこのような除草を否定するコメントを出す事態になった。なお、JA福岡市はその後発言を撤回しこのような貝による除草指導を行っていたことを認めた。

### 外来種問題と法律上の対応
日本では農業被害の観点から植物防疫法（昭和二十五年法律第百五十一号）の第四十条において、スクミリンゴガイはイネに対する有害動物として指定されている（指定生物の一覧は同法施行規則の別表第十にあり）。一方で2025年現在、特定外来生物による生態系等に係る被害の防止に関する法律（平成十六年法律第七十八号、通称：外来生物法）第一条が定める特定外来生物への指定は行われていない。
都道府県単位での罰則を設けるところもある。新潟県では圃場への持ち込みを禁止し、違反した場合には30万円の過料が科される。

### 飼育
アクアリウム市場でスクミリンゴガイの黄変種は、ゴールデンアップルスネールの商品名で流通している。水槽内のコケ取りタンクメイトとして飼育されるが、水草入りの水槽で飼育すると水草が食害に遭う。淡水で繁殖するため、水槽内で数が増えすぎる被害も発生する。

### 飼料
在来のタニシなどの貝類は伝統的に養鶏の飼料に用いられてきており、本種も家畜飼料への応用研究が行われている。 愛媛県養鶏研究所では採卵鶏の飼料に活用できることが実証された。ただし採取と加熱乾燥のコスト問題が課題として残る。

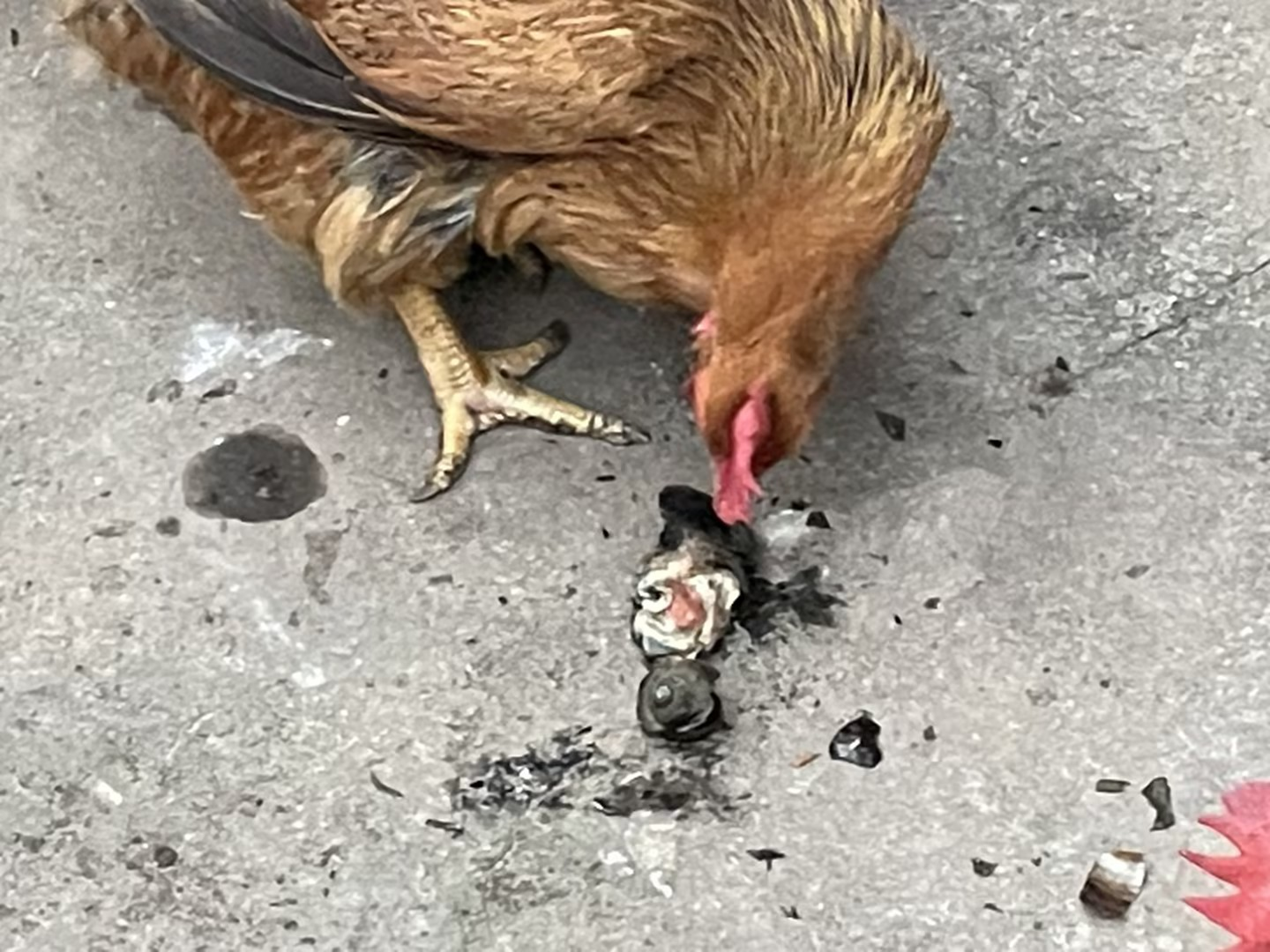
中国生物多様性保護・緑色発展基金会（中国語版）による実地調査。ニワトリは殻を割れないが、割った状態で与えるとよく食べたという。

## 分類学的位置づけ
「ジャンボタニシ」の呼称があるがタニシとは淡水生の巻貝というくらいしか共通点は無く、分類学的には非常に疎遠である。
和名リンゴガイは英名 apple snail（リンゴみたいな巻貝）の直訳。英名自体は恐らく、縦と横がほぼ同じという貝殻の形態、および黄色っぽい色合いがリンゴの果実に似ていることに因むと見られる。
日本にはリンゴガイ属 Pomacea のうちスクミリンゴガイとラプラタリンゴガイ Pomacea insularum が生息するが、これらは形態では区別が困難である。アジアに主に生息するのはスクミリンゴガイであるが、ラプラタリンゴガイ、Pomacea diffusa、Pomacea scalaris も発見されている。
アジアに移入された種はかつてラプラタリンゴガイとされてきたが、1986年に日本産の種はスクミリンゴガイと同定された。遺伝子解析では静岡県、広島県、沖縄県などいくつかの県でラプラタリンゴガイも発見されている。殻に黒い線があるのはスクミリンゴガイのことが多いというが、両者は交雑もするため形態だけでの判別には限界があるという。